# 小行星4112
小行星4112（英語：4112 Hrabal）是一颗围绕太阳公转的小行星。1981年9月25日，M. Mahrová在克列特发现了此天体。
这颗小行星的绝对星等为173.8287422282209等。